# ビジョンメガネ
株式会社ビジョンメガネは、大阪府大阪市に本社を置くメガネ・コンタクトレンズ・補聴器及び、その関連商品を取り扱う小売専門店チェーンを展開する会社である。1976年10月31日創業。

## 会社概要
メガネ・コンタクトレンズ・補聴器の小売専門店チェーン大手。
1976年（昭和51年）に大阪市東淀川区に1号店出店。1984年（昭和59年）に関東1号店を東京都荒川区荒川に出店。その後中小業者を吸収（一部は独自に新規開店）しながら関東店舗網を拡大。1999年、メガネ小売り業界で初めて品質の国際規格ISO9002、環境の国際規格ISO14001を相次いで取得。2000年（平成12年）4月に株式をジャスダックに上場したが、2009年（平成21年）3月7日に上場廃止となった。
しかしロープライスショップの台頭から徐々に売り上げが落ち込み、持株会社化し再建に取り組むも赤字基調から脱却ならず、株式会社ビジョン・ホールディングスおよび子会社株式会社ビジョンメガネともに2013年11月25日、東京地方裁判所に民事再生法の適用を申請、保全命令を受けた。負債総額は、両社合わせて約77億円。同日、民事再生手続に伴うスポンサー選定手続においてKSGグループ株式会社経営戦略合同事務所とスポンサー契約を締結。8月11日、再生計画に基づく一括弁済を実施し、8月21日に東京地方裁判所より再生手続終結の決定を受けた。2016年12月15日、経営戦略合同事務所が保有するビジョンメガネグループ全株式を投資ファンドのトライハード・インベストメンツに譲渡した。
株式会社ビジョン・ホールディングスは、2016年1月1日付で株式会社ビジョンメガネへ逆さ合併の形で吸収合併された。2017年5月1日付で、株式会社ビジョンメガネマーケティングと株式会社オプトキャピタルを吸収合併した。

## CM
1986年にテレビCMが放映開始。ビジョン君と呼ばれる犬がビジョンメガネの店に向けて地面に穴を掘り進めるが、掘り抜いた先には店ではなくて先程の穴の入口に向かうビジョンメガネの看板があり、ビジョン君が驚くというオチである。このCMは15年間使用された。
2010年頃から、ビジョン君が掘り抜いた場所からビジョンメガネの店に駆け込むシーンがオチのあとに追加されている。2011年のCMでは実写版になり、ビジョン君の着ぐるみを宮川大輔が着ていたというオチになっている。